# Koury
Koury is een gemeente (commune) in de regio Sikasso in Mali. De gemeente telt 54.000 inwoners (2009).
De gemeente bestaat uit de volgende plaatsen:
- Déssena
- Diaramana
- Diena
- Douna
- Founa
- Gouélé
- Kona
- Koury
- Mougna
- Niougoura
- Ouakona
- Pikoro
- Sakono
- Sané
- Tandio

- Tianoro